# 免疫原性
免疫原性（めんえきげんせい、英: Immunogenicity)は、抗原などの異物が、ヒトや他の動物の体内で免疫応答を引き起こす能力である。これには、望まれている場合と望まれていない場合がある。
- 望まれる免疫原性は、通常、抗原（ワクチン）を注射することで病原体に対する免疫応答を誘発し、将来の曝露から生体を保護するワクチンに関連している。免疫原性はワクチン開発の中心的な側面である[1]。
- 望まれない免疫原性とは、治療用抗原に対する生物による免疫応答のことである。この反応は、抗薬物抗体（ADA）の産生をもたらし、治療効果を不活性化し、潜在的に有害作用を誘発する[2]。

生物学的療法における課題は、新規タンパク質治療薬の免疫原性の可能性を予測することである。例えば、高所得国の免疫原性データは、必ずしも低所得国や中所得国に展開できるとは限らない。もう一つの課題は、ワクチンの免疫原性が年齢とともにどのように変化するかを考慮することである。そのため、世界保健機関（WHO）が述べているように、動物実験やin-vitroモデルではヒトの免疫応答を正確に予測できないため、免疫原性を対象集団で調査する必要がある。

## 抗原免疫原性力価
多くの脂質や核酸は比較的小さな分子であり、免疫原性を持っていない。したがって、免疫原性を高めて免疫応答を誘発するために、タンパク質や多糖類のようなエピトープとの結合が必要なことがある。
- タンパク質といくつかの多糖類は免疫原性を持っており、体液性免疫応答を誘発することができる[9]。
- タンパク質および一部の脂質／糖脂質は、細胞免疫の免疫原として機能する。
- タンパク質は多糖類よりも免疫原性が大幅に高い[10]。

## 抗原の特性
免疫原性は、抗原の複数の特性から影響を受ける。
- 系統発生距離（英語版）
- 分子サイズ（英語版）
- エピトープ密度
- 化学組成と不均一性
  - タンパク質の構造
  - 合成ポリマー
  - Ｄ-アミノ酸
- 分解性（MHCペプチドとして処理され、T細胞に提示される能力）

## T細胞エピトープ
T細胞エピトープの含有量は、抗原性に寄与する因子の一つである。同様に、T細胞エピトープは、抗薬物抗体（ADA）の発現を含む望ましくない免疫原性を引き起こす可能性がある。 T細胞エピトープの免疫原性における重要な決定因子は、主要組織適合遺伝子複合体（MHCまたはHLA）分子に対するT細胞エピトープの結合強度である。結合親和性が高いエピトープは、細胞表面に表示される可能性が高くなる。T細胞のT細胞受容体が特定のエピトープを認識するため、特定のT細胞のみが細胞表面のMHCに結合した特定のペプチドに応答することができる。
タンパク質薬物治療薬（酵素、モノクローナル、置換タンパク質など）またはワクチンが投与されると、B細胞や樹状細胞などの抗原提示細胞（APC）がこれらの物質をペプチドとして提示し、T細胞が認識する可能性がある。これは、組換えトロンボポエチンへの暴露に続く自己免疫性血小板減少症（ITP）、およびエリスロポエチン（Eprex）の特定の製剤に関連した真性赤血球無形成(症)などのADAおよび自己免疫疾患を含む、望ましくない免疫原性をもたらす可能性がある。

## モノクローナル抗体

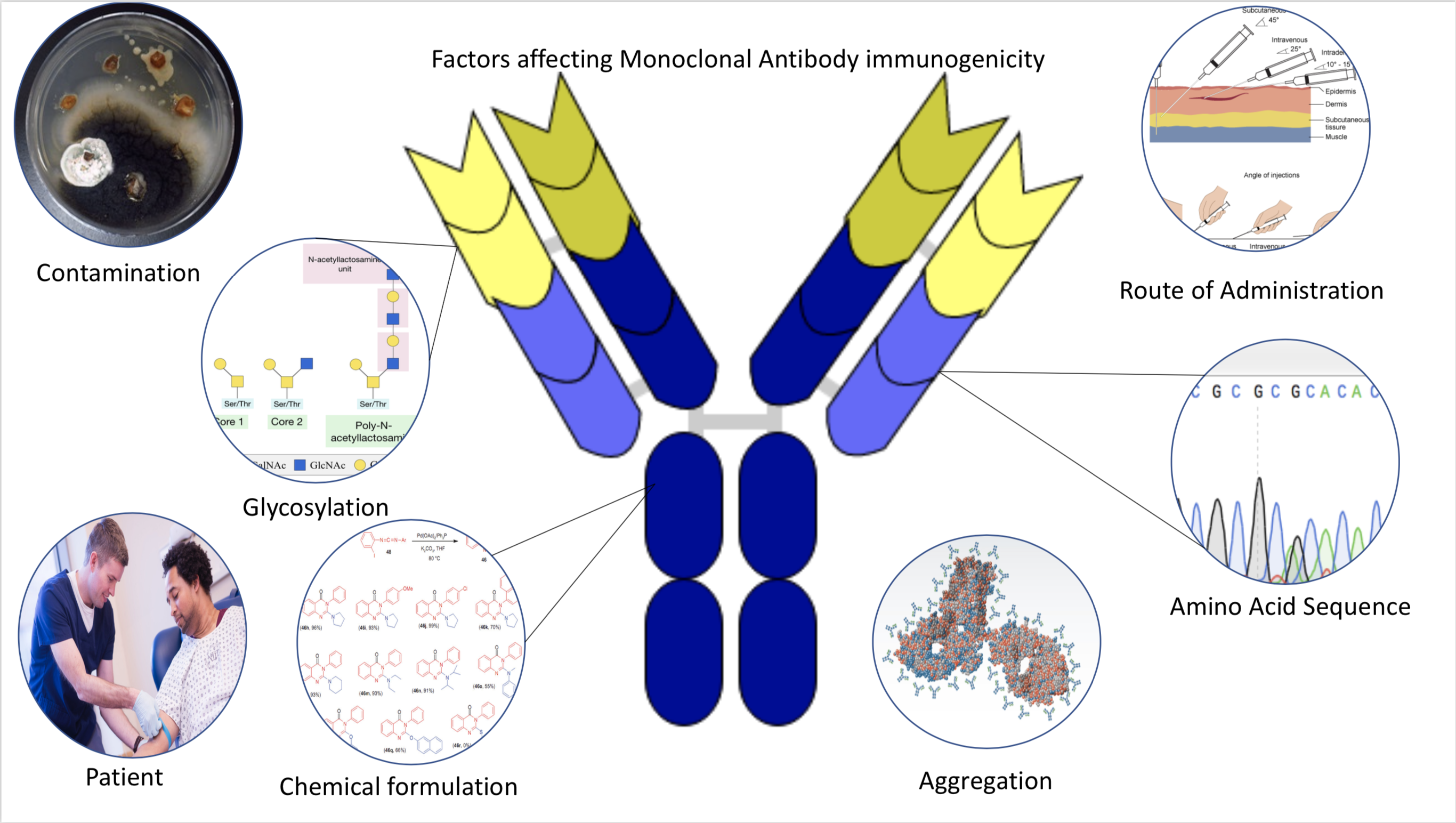
モノクローナル抗体の免疫原性に影響を与える因子

治療用モノクローナル抗体（mAb）は、がんや関節リウマチなどの疾患に使用されている。その結果、免疫原性が高いために有効性が限定され、重篤な急性輸液反応を伴うことが判明した。正確なメカニズムは不明であるが、mAbが抗体抗原相互作用を誘発することにより、免疫グロブリンE（IgE）抗体の形成が亢進し、それが肥満細胞に結合して脱顆粒し、アレルギー様症状やサイトカインの追加放出を引き起こすことで急性輸液反応を誘発しているのではないかと考えられている。
遺伝子工学におけるいくつかの技術革新によって、mAbの免疫原性（脱免疫化とも呼ばれる）を減少させた。遺伝子工学は、免疫グロブリン鎖のマウスの定常領域および相補領域をヒトの対応する領域と交換することにより、ヒト化抗体およびキメラ抗体の作成をもたらした。これにより、マウスmAbに関連した極端な免疫原性は減少したが、すべての完全ヒト化mAbが望ましい免疫原性を持つという期待はまだ満たされていない。

## 評価方法

### インシリコ・スクリーニング
免疫原性のリスクに寄与する因子の一つであるT細胞エピトープの含有量は、インシリコ・ツールを用いて比較的正確に測定できるようになった。T細胞エピトープを特定するための免疫情報工学アルゴリズムは、現在、タンパク質治療薬をより高リスクと低リスクのカテゴリーに分類するために適用されている。これらのカテゴリーは、免疫療法やワクチンが望ましくない免疫原性を引き起こすかどうかを評価し、分析することを指す。
一つのアプローチは、タンパク質の配列を、重なり合うノナマー（すなわち、9アミノ酸）ペプチドフレームに解析し、それぞれのペプチドフレームが、世界中のほとんどのヒトの遺伝的背景をカバーしている6つの共通クラスI HLA対立遺伝子のそれぞれに結合する可能性について評価することである。タンパク質内の高スコアフレームの密度を計算することにより、タンパク質の全体的な「免疫原性スコア」を推定することができる。さらに、免疫原性を示す可能性のある高スコアフレームが密集している部分領域や「クラスター」を特定し、クラスタースコアを計算して集計することができる。
このアプローチを使用して、新規タンパク質治療薬の臨床免疫原性を計算することができる。その結果、多くのバイオテクノロジー企業は、新しいタンパク質医薬品を開発する際に、インシリコ免疫原性を前臨床プロセスに組み込んでいる。

## 推薦文献
- Immunologists' Toolbox: Immunization. In: Charles Janeway, Paul Travers, Mark Walport, Mark Shlomchik: Immunobiology. The Immune System in Health and Disease. 6th Edition. Garland Science, New York 2004, ISBN 0-8153-4101-6, p. 683–684
- Descotes, Jacques (March 2009). “Immunotoxicity of monoclonal antibodies”. mAbs 1 (2):  104–111. doi:10.4161/mabs.1.2.7909. PMC 2725414. PMID 20061816.
- The European Immunogenicity Platform http://www.e-i-p.eu
- De Groot, Anne S.; Martin, William (May 2009). “Reducing risk, improving outcomes: Bioengineering less immunogenic protein therapeutics”. Clinical Immunology 131 (2):  189–201. doi:10.1016/j.clim.2009.01.009. PMID 19269256.
- Porcelli, Steven A.; Modlin, Robert L. (April 1999). “THE CD1 SYSTEM: Antigen-Presenting Molecules for T Cell Recognition of Lipids and Glycolipids”. Annual Review of Immunology 17 (1):  297–329. doi:10.1146/annurev.immunol.17.1.297. PMID 10358761.